# 陈舜臣
陈舜臣（1924年2月18日—2015年1月21日），臺灣裔日本人，歷史小說作家，原籍臺灣臺北新莊，生于日本兵庫縣神户市元町。晚年擁有中華民國與日本雙國籍。陳舜臣是日本中国歷史小说的先行者，代表作有鸦片战争、太平天国、秘本三国志、小说十八史略等。琉球史小說琉球之風及憤怒的菩薩曾被改編成電視劇。他還曾翻译歐瑪爾·海亞姆的鲁拜集。日本艺术院会员。

## 生平
陳舜臣之父陳通是台灣貿易商，在台灣日治時期往來台灣與日本之間做生意，為經商之便，於1919年與其家庭一同移居日本內地。陳舜臣在家中十名子女中排行第二，在日本神户市元町出生、長大。
幼時受其祖父陳恭和所影響，大量吸收漢學知識，奠定其歷史素養。高中就讀第一神港商业学校（即后来的神户市立神港高等学校）。1941年，陳舜臣进入大阪外国语学校（现大阪大学外国语学部）印度语学科，专攻印地语和波斯语。陳舜臣和司马辽太郎（蒙古语科）、俳人赤尾兜子是同学。1943年毕业，陳舜臣在同校的西南亚西亚语研究所当助手，做印度语词典的编纂工作。
第二次世界大戰結束後，因為其在日台灣人的身份，失去了日本国籍和工作。1946年3月，陳舜臣移居台湾，被劃歸中華民國國民，在台北县新莊初級中學当英语教师；1949年9月，陳舜臣回到神户，回歸家族事業，持中華民國護照往來臺灣與日本，從事贸易为生，在閒暇時進入东洋史学者宮崎市定門下學習。
1961年，陳舜臣在神户出版了长篇推理小说《枯草之根》获得江户川乱步奖，从此之后，他成為作家。后来陳舜臣陆续在《宝石》、《讲谈俱乐部》、《小说中央公论》等雜誌發表作品。初期的作品获得了江户川乱步奖、直木奖、日本推理作家协会奖。
1967年，陳舜臣出版第一部历史题材小说《鸦片战争》，获得了众多读者的支持。后来的题材有：日本与中国的交流、中国的佛教、伊斯兰教、基督教等。从此之后，陆续出现了宫城谷昌光、酒见贤一、伴野朗、塚本青史等中国历史小说作家。后来更是出现了田中芳树代表的陈舜臣山派。他的琉球史小说《琉球之风》在1993年改編成NHK大河剧。后来，陳舜臣出版了《中国任侠传》、《唐朝传奇》等中国古典风格的历史小说。
1973年，陳舜臣申請中華人民共和國護照。1989年6月4日，北京發生六四天安門事件，陳舜臣召開記者會，揮淚聲明放棄中華人民共和國國籍，改入日本籍。但陳舜臣從未向中華民國政府申請喪失國籍，並仍保有在臺灣臺北市大同區之戶籍（陳舜臣在臺灣的親人曾出具1991年12月由大同區戶政事務所核發之陳舜臣的戶籍謄本），因而仍保有中華民國國籍，從而得於1992年享有《著作權法》對國民著作之保護，其著作據以向內政部申請註冊擁有「台內著字號」著作權執照。
陳舜臣生前任和辻哲郎文化賞（一般部门）的选考委员。他是首位连获江户川乱步奖、直木奖、日本推理作家协会奖这三大奖的小說家。
陳舜臣亞洲文藝館於2014年在神戶市中央區開館。
2015年1月21日，陳舜臣在神戶醫院逝世，享壽90岁。日本政府於陳舜臣逝世後追贈從四位。

## 家庭
其長男陳立人，為攝影家。

## 紀念
台灣新北市淡水區的一滴水紀念館設有陳舜臣文庫。
神戶市中央區設有陳舜臣亞洲文藝館（陳舜臣アジア文藝館）。

## 作品

### 小说
- 枯草之根
- 三色之家
- 弓屋
- 割破 陶展文的推理
- 愤怒的菩萨
- 方壶园
- 天之上的天空
- 白泥
- 尚未终结
- 托月之海
- 黑色的喜玛拉雅
- 桃源遥远
- 焚画于火
- 面影消逝
- 鸦片战争
- 混浊的航迹
- 红莲亭的狂女
- 青玉狮子香炉
- 重见玉岭
- 虚幻百花双眸
- 孔雀之道
- 无字的墓碑
- 他人的钥匙
- 冻结的波纹
- 残留之曲
- 仍是异乡人
- 六甲山心中
- 北京悠悠馆
- 昆仑河
- 望洋之碑（改名《什么也看不见》）
- 夜之齿轮
- 南十字星掩埋
- 笑天的升天
- 中国任侠传 正续
- 这风这云
- 长安日记 贺望东事件录
- 柊之馆
- 虹之舞台
- 失去的背景
- 秘本三国志（全6卷）
- 青云之轴
- 青春的烙印
- 新西游记
- 桃花流水
- 告诉旋风
- 小说十八史略（全6卷）
- 暗色的金鱼
- 兰我认为
- 汉古印缘起
- 燃烧的水柱
- 小说马可·波罗
- 蝴蝶之阵
- 热砂和错觉 丝绸之路列传
- 夏季的海水葬
- 山河太平记
- 从景德镇送来的礼物 中国工匠传
- 这条河 小说甲午战争（注：原文中是小说日清战争）
- 珊瑚之枕
- 太平天国（全4卷）
- 妖的故事
- 英雄
- 曼陀罗的人 空海求法传
- 印度三国志 沙尘的梦
- 崩溃的直线
- 库利科夫的回忆
- 相思青花
- 中国奇人传
- 异人馆周边
- 战国海商传
- 杭州菊花园
- 五台山清凉寺
- 楠木正成凑川之战
- 海之微笑
- 三本松传说
- 梦想的斜坡
- 诸葛孔明
- 儒教三千年
- 琉球之风（全3卷）
- 神兽的爪
- 聊斋志异考
- 耶律楚材
- 成吉思汗的一族（全4卷）
- 曹操 曹魏一族
- 山河在
- 天球飞翔 美国大陆横断铁道秘话
- 桃源乡
- 我们的集外集
- 青山一发
- 中国美人传
- 曹操残梦 曹魏一族

## 随笔、评论
- 神户别说
- 日本人和中国人
- 实录·鸦片战争
- 陌生人的眼睛
- 日本的中国的“中国”是什么？
- 敦煌之旅
- 中国近代史
- 丝绸之路之旅
- 北京之旅
- 夜明之前的中国 续中国近代史
- 景德镇 中国的瓷器之行
- 西域余闻
- 弥缝录 中国名言集
- 西域巡礼 陈立人写真
- 中国的历史（全15卷）
- 九点烟记 中国史十八景
- 三藏法师之道 丝绸之路纪行
- 竹
- 人物·日本史记
- 神户的がたり
- 中国历史之旅
- 中国五千年
- 录外录
- 中国发觉物语 正续
- 欺し欺され
- 中国画师传
- 丝绸之路巡历
- 长安之梦
- 中国的历史 近现代卷（全4卷）
- 天竺之道
- 六甲山房记
- 丝绸之路旅游
- 东眺西望 历史文章
- 茶事遍路
- 中国诗人传
- 云外的峰
- 含笑花之木
- 中国伟人传
- 走的蜗牛
- 世界的都市的物语4 伊斯坦布尔
- 年号的花甲
- 仙药和鲸
- 麒麟之志
- 纸之路 ペーパーロード
- 随缘护花
- 三国志和中国
- 雨过天青
- 秦朝的始皇帝
- 中国随想 PHP研究所
- 世界的都市的物语16 香港
- 万邦的宾客 中国历史纪行
- 文章的拼写 中国的历史
- 上海杂谈
- 曼陀罗的山 七福神的散步道
- 看着风 中国史随想
- 冲绳的历史之旅 PHP新书
- 一半的路程
- 神户我的家乡
- 史林有声 中国历史随想
- 丝绸之路悠悠
- 龙凤的境界 中国王朝兴亡的缘由
- 六甲随笔
- 巷谈中国近代英雄传

中国的历史七卷

## 汉诗集
- 风骚集 陈舜臣诗歌集
- 郑淮集

## 翻译
- 史记
- 唐朝传奇
- 水浒传
- 叛旗 小说李自成（姚雪垠著·陈谦臣共译）
- 唐诗新选
- 歐瑪爾·海亞姆《魯拜集》
- 论语抄

## 共著
- 日本语和中国语 日本汉字的相通（陈谦臣）
- 美味方丈记（陈锦）
- 中国考（司马辽太郎）
- 中国人的传言 考古学讲义（森浩一）
- 扬子江（增井经夫）
- 日本和中国 近代的幕明 历史对谈（奈良本辰也）
- 历史清谈 古代东方（三笠宫崇仁亲王）
- 中国名将的条件 谈论田中芳树
- 突破口的三国史 二十一世纪诞生（日本·中国·韩国，金容云）
- 历史的未来观 对谈集

## 获得的奖项
- 第7回江户川乱步奖（1961年）《枯草之根》
- 第60回直木三十五奖（1968年下半期）《青玉狮子香炉》
- 第23回日本推理作家协会奖（1970年）《重见玉岭》、《孔雀之道》
- 第25回每日出版文化奖（1971年）《实录鸦片战争》
- 神户市文化奖（1974年）
- 第3回大佛次郎奖（1976年）《敦煌之旅》
- 第20回日本翻译文化奖（1982年）《叛旗 小説李自成》（和弟弟陈谦臣共译）
- 第36回NHK放映文化奖（1985年）丝绸之路关联番组出演等
- 第40回读卖文学奖随笔纪行奖（1988年）《茶事遍路》
- 第26回吉川英治文学奖（1991年）《诸葛孔明》
- 朝日奖（1992年度）
- 第51回日本艺术院奖（1994年度）《作为作家的业绩》
- 第3回井上靖文化奖（1995年）
- 大阪艺术奖（1996年）
- 勋三等瑞宝章（1998年）
- 從四位（2015年）

## 外部連結
- （日語）陳舜臣アジア文藝館 （页面存档备份，存于）